# New Year's Day (canção de U2)
"New Year's Day" é uma canção da banda irlandesa U2. É a terceira faixa e primeiro single do álbum War, sendo lançada em 10 de janeiro de 1983. O som é composto pela distintiva linha de baixo de Adam Clayton e pela guitarra e teclado de The Edge.
Foi o primeiro Hit da banda, alcançando o "Top 10" do Reino Unido e entrando na Billboard Hot 100 pela primeira vez na sua carreira. A música foi lançada no disco The Best of 1980-1990 e U218 Singles. Em 2004, a revista Rolling Stone colocou o single no número #427 na sua lista de 500 Melhores Canções de Todos os Tempos.

## Faixas
| N.º | Título                                          | Duração |  |
| 1.  | "New Years Day" (Versão Curta)                  | 3:53    |  |
| 2.  | "Treasure (Whatever Happened to Pete the Chop)" | 3:24    |  |

## Paradas e posições
| Paradas (1983)              | Melhor posição |
| --------------------------- | -------------- |
| Canadá RPM Top 50           | 41             |
| Países Baixos MegaCharts    | 4              |
| Irlanda Singles Chart       | 2              |
| Nova Zelândia Singles Chart | 32             |
| Noruega Singles Chart       | 9              |
| Suécia Singles Chart        | 17             |
| UK Singles Chart            | 10             |
| Billboard Hot 100           | 53             |
| Mainstream Rock Tracks      | 2              |